# Tropico del Capricorno (album)
| Recensione | Giudizio |
| ---------- | -------- |
| Newsic     | 7,5/10   |
| Rockol     | 7/10     |

Tropico del Capricorno è il nono album in studio del rapper italiano Guè, pubblicato il 10 gennaio 2025 dalla Island.

## Descrizione
Il progetto discografico si compone di quindici tracce, scritte dallo stesso rapper con la collaborazione di diversi autori e prodotto da Sixpm e Chef P (tranne la traccia 10, prodotta da Harry Fraud).

## Promozione
Il 10 gennaio 2025, in concomitanza all'uscita dell'album, è stato pubblicato Oh mamma mia come primo singolo estratto dall'album, realizzato in collaborazione con Rose Villain.

## Tracce
1. Oh mamma mia (feat. Rose Villain) – 2:48 (testo: Cosimo Fini, Rosa Luini, Vincenzo Liguori – musica: Cosimo Fini, Rosa Luini, Andrea Ferrara, Fabio Campedelli, Pietro Miano, Pino Daniele)
2. Vibe – 2:31 (testo: Cosimo Fini – musica: Cosimo Fini, Andrea Ferrara, Pietro Miano, Gezim Nerjaku)
3. Da 0 a 100 (feat. Shiva) – 3:17 (testo: Cosimo Fini, Andrea Arrigoni – musica: Cosimo Fini, Andrea Arrigoni, Andrea Ferrara, Fabio Campadelli, Pietro Miano)
4. Meravigliosa (feat. Stadio) – 2:48 (testo: Cosimo Fini, Massimiliano Dagani – musica: Cosimo Fini, Andrea Ferrara, Gaetano Curreri, Massimiliano Dagani, Pietro Miano, Vasco Rossi)
5. Akrapovič (feat. Artie 5ive) – 2:52 (testo: Cosimo Fini, Ivan Arturo Barioli – musica: Cosimo Fini, Ivan Arturo Barioli, Andrea Ferrara, Pietro Miano)
6. Gazelle (feat. Ele A) – 2:30 (testo: Cosimo Fini, Eleonora Antognini – musica: Cosimo Fini, Andrea Ferrara, Eleonora Antognini, Giorgio Falanga, Pietro Miano, Silvano Albanese)
7. Nei tuoi skinny (feat. Frah Quintale) – 3:07 (testo: Cosimo Fini, Francesco Servidei – musica: Cosimo Fini, Francesco Servidei, Davide Bassi)
8. La G la U la E PT. 3 – 2:42 (testo: Cosimo Fini, Jacopo Matteo Luca D'Amico – musica: Cosimo Fini, Andrea Ferrara, Fabio Campedelli, Jacopo Matteo Luca D'Amico, Pietro Miano, Rosa Luini)
9. Le tipe – 2:41 (testo: Cosimo Fini – musica: Cosimo Fini, Andrea Ferrara, Pietro Miano, Thomas Crimeni)
10. Pain Is Love – 2:55 (testo: Cosimo Fini, Rosa Luini – musica: Cosimo Fini, Rosa Luini, Rory William Quigley)
11. Movie (feat. Geolier) – 2:58 (testo: Cosimo Fini, Emanuele Palumbo – musica: Cosimo Fini, Andrea Ferrara, Emanuele Palumbo, Rosa Luini, Pietro Miano)
12. Kalispera (feat. Ghali e Tony Effe) – 3:12 (testo: Cosimo Fini, Ghali Amdouni, Nicolò Rapisarda – musica: Cosimo Fini, Andrea Ferrara, Ghali Amdouni, Ludovico Marino, Nicolò Rapisarda, Pietro Miano, Vincenzo Liguori)
13. Nei DM (feat. Ernia e Tormento) – 3:36 (testo: Cosimo Fini, Federico Filoni, Massimiliano Cellamaro, Matteo Professione – musica: Cosimo Fini, Andrea Ferrara, Federico Filoni, Massimiliano Cellamaro, Matteo Professione, Pietro Miano)
14. Non lo so (feat. Chiello) – 2:54 (testo: Cosimo Fini, Rocco Modello, Massimiliano Cellamaro – musica: Cosimo Fini, Andrea Ferrara, Pietro Miano, Rocco Modello, Vincenzo Liguori)
15. Astronauta – 2:31 (testo: Cosimo Fini, Rosa Luini – musica: Cosimo Fini, Andrea Ferrara, Pietro Miano, Rosa Luini)

## Classifiche
| Classifica (2025) | Posizione massima |
| ----------------- | ----------------- |
| Italia            | 1                 |
| Svizzera          | 3                 |